# Brand-Erbisdorf
Brand-Erbisdorf è una città di 9 010 abitanti della Sassonia, in Germania.

Appartiene al circondario (Landkreis) della Sassonia centrale (targa FG).
Brand-Erbisdorf si fregia del titolo di "Grande città circondariale" (Große Kreisstadt).

## Amministrazione

### Gemellaggi
- Dillingen an der Donau
- Jirkov
- Langenau